# Araneus partitus
Araneus partitus là một loài nhện trong họ Araneidae.
Loài này thuộc chi Araneus. Araneus partitus được Charles Athanase Walckenaer miêu tả năm 1842.